# Alfred Dockery
Alfred Dockery, född 11 december 1797 i Richmond County i North Carolina, död 7 december 1875 i Richmond County i North Carolina, var en amerikansk politiker. Han representerde Whigpartiet i USA:s representanthus 1845–1847 och 1851–1853. Han var senare aktiv i National Union Party.
Dockery var verksam som plantageägare i North Carolina. År 1845 efterträdde han Edmund Deberry som kongressledamot och efterträddes 1847 av Augustine Henry Shepperd. År 1851 tillträdde han på nytt som kongressledmaot och efterträddes 1853 av William Shepperd Ashe.
I guvernörsvalet i North Carolina 1854 var Dockery Whigpartiets kandidat och besegrades av ämbetsinnehavaren David Settle Reid som nominerades av Demokratiska partiet. I guvernörsvalet 1866 företrädde Dockery National Union och han besegrades av ämbetsinnehavaren Jonathan Worth som nominerades av Konservativa partiet.
Deberry avled 1875 och gravsattes på en privat kyrkogård.